# グレートブリテン及びアイルランド連合王国

グレートブリテン及びアイルランド連合王国
United Kingdom of Great Britain and Ireland

国の標語: Dieu et mon droit
神と我が権利国歌: God Save the King
国王陛下万歳
（1801年 - 1837年/1901年 - 1922年）
 God Save the Queen
女王陛下万歳
（1837年 - 1901年）
イギリスの位置（1914年）

グレートブリテン及びアイルランド連合王国（グレートブリテンおよびアイルランドれんごうおうこく、英語: United Kingdom of Great Britain and Ireland）は、1801年にグレートブリテン王国とアイルランド王国が合同して成立した王国である。1922年にアイルランド自由国が樹立され、残りの地域は1927年にグレートブリテンおよび北アイルランド連合王国と改称された。

## 1801年 - 1820年
イギリスがフランス革命戦争を戦っていた最中の1798年に起きたアイルランド反乱により、アイルランド王国の短期間の独立は終了した。グレートブリテン王国は、独立したアイルランドがフランス革命に味方することを恐れ、アイルランドとの統合を決定した。これは両王国の議会で制定され（合同法）、1801年1月1日に発効した。アイルランド人はイギリスから、立法的な独立を失った分、カトリック解放、つまりイギリスとアイルランドの両国でローマ・カトリック教徒に課せられていた民事障害が取り除かれることで埋め合わせられると信じられていた。しかし、国王ジョージ3世はこのような奴隷解放に猛反対し、政府による奴隷解放の試みは失敗に終わった。

## 概要
1541年にテューダー朝のイングランド国王ヘンリー8世がアイルランド国王の称号の使用を宣言して、アイルランド王国が成立したとされる。この時は一方的な宣言であったが、以後イングランドによるアイルランドの支配強化が始まる。歴代のイングランド国王（1707年以降はグレートブリテン国王）はアイルランド国王を兼ねたが、実態はイングランドによるアイルランドの征服と植民地化の過程であった。ハノーヴァー朝のグレートブリテン国王ジョージ3世の時代、1798年にフランス革命の影響を受けた愛国主義者たちが、アイルランド共和国建国を目指して反乱を起こした（アイルランド反乱）。この反乱は鎮圧され、1800年にダブリンのアイルランド議会は「1800年合同法」を可決、翌1801年1月1日にグレートブリテン王国との合同とともにアイルランド議会は解散した。
20世紀に入ると、アイルランド独立の動きが激しくなった。1916年4月24日の復活祭に武装蜂起（イースター蜂起）が起こり、いったんは鎮圧されたものの、1918年の総選挙では独立派のシン・フェイン党が勝利し、アイルランド独立戦争（英愛戦争）となった。1921年12月6日に英愛条約が成立、翌1922年12月6日にアイルランド島の南部26県がイギリスの自治領アイルランド自由国として分離した。連合王国は1927年4月12日にグレートブリテン及び北アイルランド連合王国と改称し、これが現在の国号となっている。

## 国旗

グレートブリテン王国時代の国旗
聖パトリック旗
2つの旗を合同したユニオン・ジャック。現在も使用されている。